# Giải bóng đá vô địch quốc gia Quần đảo Cook 2005
Giải bóng đá vô địch quốc gia Quần đảo Cook 2005 là mùa giải thứ 32 được ghi nhận của giải đấu bóng đá cao nhất ở Quần đảo Cook, với việc không rõ kết quả ở các mùa giải từ 1951 đến 1969, mùa giải 1986 và cả 1988–1990. Nikao Sokattak giành chức vô địch lần thứ 3 được ghi nhận. Either Tupapa Maraerenga hoặc Matavera là đội á quân, với Takuvaine về đích thứ ba sau chuỗi 7 trận bất bại của mùa giải.